# Laccophilus trilineola
Laccophilus trilineola är en skalbaggsart som beskrevs av Régimbart 1889. Laccophilus trilineola ingår i släktet Laccophilus och familjen dykare. Inga underarter finns listade i Catalogue of Life.